# NGC 7278
NGC 7278 est une vaste et lointaine galaxie spirale située dans la constellation du Toucan. Sa vitesse par rapport au fond diffus cosmologique est de 12 421 ± 32 km/s, ce qui correspond à une distance de Hubble de 183,2 ± 12,8 Mpc (∼598 millions d'al). NGC 7278 a été découverte par l'astronome britannique John Herschel en 1836.
La classe de luminosité de NGC 7278 est III.

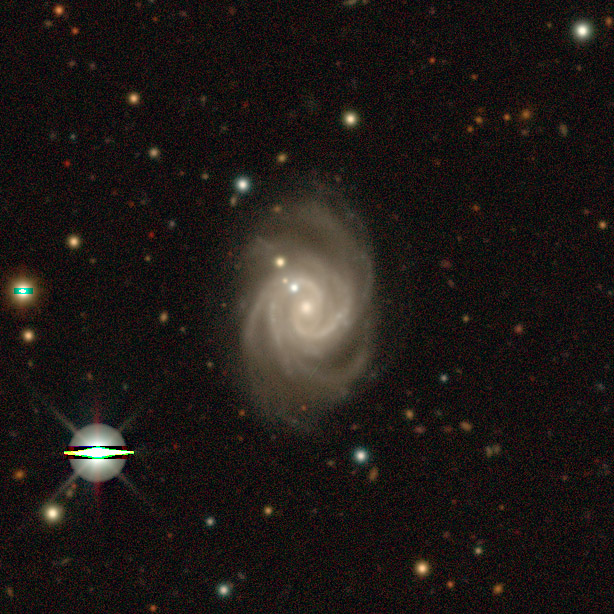
NGC 7278 par le projet « Legacy Surveys DR10 ».

Les avis diffèrent sur la classification de NGC 7278, spirale barrée selon le professeur Seligman et la base de données NASA/IPAC et spirale ordinaire selon HyperLeda et Wolfgang Steinicke. Aucune barre n'est présente sur l'image réalisé par le projet « Legacy Surveys DR10 », aussi la classification de spirale ordinaire semble mieux décrire cette galaxie.